# Бад-Брамштедт
Бад-Брамштедт (нем. Bad Bramstedt) — город в Германии, курорт, расположен в земле Шлезвиг-Гольштейн.
Входит в состав района Зегеберг. Население составляет 13 852 человека (на 31 декабря 2010 года). Занимает площадь 24,14 км². Официальный код — 01 0 60 004.

## Известные уроженцы и жители
- Генрих Христиан Шумахер (1780—1850) — немецкий астроном.
- Фридрих Леопольд цу Штольберг-Штольберг (1750—1819) — немецкий поэт.